# Zonsverduistering van 7 maart 1970

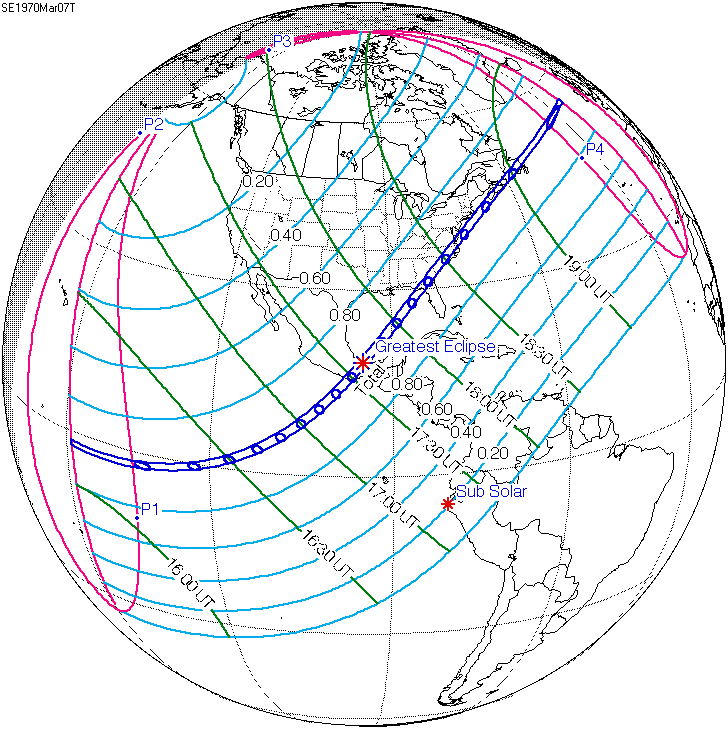
De zonsverduistering was te zien tussen de blauwe lijnen.

De totale zonsverduistering van 7 maart 1970 trok veel over zee, maar was achtereenvolgens te zien in Mexico, Verenigde Staten en Canada.

## Lengte

### Maximum
Het punt met maximale totaliteit lag in Mexico,vlak bij de kustplaats Coatzacoalcos, en duurde 3m27,5s.

### Limieten
| Fenomeen                    | Code | Tijdstip UTC |
| --------------------------- | ---- | ------------ |
| Eerste contact bijschaduw   | P1   | 15:04:18.2   |
| Eerste contact kernschaduw  | U1   | 16:03:48.4   |
| Kernschaduw compleet vanaf  | U2   | 16:05:23.7   |
| Bijschaduw compleet vanaf   | P2   | 17:27:14.7   |
| Maximum eclips              | GE   | 17:37:51.4   |
| Bijschaduw compleet t/m     | P3   | 17:47:53.2   |
| Kernschaduw compleet t/m    | U3   | 19:10:05.1   |
| Laatste contact kernschaduw | U4   | 19:11:37.6   |
| Laatste contact bijschaduw  | P4   | 20:11:17.6   |